# Абстрактна праця
Абстра́ктна пра́ця — праця товаровиробників, що виступає як затрата людської робочої сили взагалі, незалежно від її конкретної форми. Абстрактна праця — історична категорія, властива лише товарному господарству. Вона утворює вартість товару. А. п.— праця суспільна, характер якої в суспільстві, де панує приватна власність на засоби виробицтва, виявляється стихійно, в процесі обміну.

## Історія
В соціалістичному суспільстві, завдяки тому, що виробництво і обмін товарів здійснюються за єдиним народ.-госп. планом, А. п. є безпосередньо суспільною працею.